# Hirondelle à ventre brun
Orochelidon murina
Espèce
Synonymes
- Petrochelidon murina (Protonyme)

Statut de conservation UICN

 LC  : Préoccupation mineure
L'Hirondelle à ventre brun (Orochelidon murina) est une espèce de passereau de la famille des Hirundinidae. 

## Répartition
Son aire de répartition s'étend sur le Venezuela, la Colombie, l'Équateur, le Pérou et la Bolivie.

## Sous-espèces
Cet oiseau est représenté par 3 sous-espèces :
- O. murina cyanodorsalis (Carriker, 1935) ;
- O. murina meridensis (Zimmer & Phelps, 1947) ;
- O. murina murina (Cassin, 1853).